# Tivoli Software
Tivoli Software abarca un conjunto de productos desarrollados originalmente por Tivoli Systems Inc. IBM compró la compañía y dirigió la operación como su división Tivoli Software. Se adquirieron productos adicionales y se ejecutaron bajo la marca Tivoli. IBM comenzó a eliminar gradualmente el uso de la marca Tivoli en 2013 y para 2016 había trasladado los productos de la cartera a una jerarquía revisada y renombrada.

## Historia
Tivoli Systems Inc. fue fundada en Austin, Texas en 1989 por Bob Fabbio y rápidamente se le unieron Peter Valdes, Todd Smith y Steve Marcie, todos ex empleados de IBM. Bob Fabbio indicó que el propósito original era proporcionar gestión de sistemas para un conjunto diverso de proveedores, mientras que en IBM se le había indicado que se centrara sólo en los productos de IBM. Como vendedor independiente de software, Tivoli Systems desarrolló y vendió el software y los servicios de gestión de sistemas de Tivoli Management Environment (TME). La compañía comenzó a cotizar en NASDAQ en marzo de 1995 y se fusionó con IBM en 1996.
A principios de 2002, Tivoli Systems Inc, se convirtió en Tivoli Software, una marca dentro de IBM. Inicialmente, IBM hizo crecer la cartera de software bajo la marca Tivoli a través del desarrollo de software y las fusiones y adquisiciones. En abril de 2013, IBM cambió el nombre de la división "Tivoli Software" a "Cloud & Smarter Infrastructure".

## Posición en el mercado
Según la firma de investigación de analistas de TI Gartner, Inc., IBM en 2012 poseía la mayor parte del mercado de software de "Gestión de Operaciones de TI", con una cuota de mercado del 18%. IBM también fue el proveedor líder de gestión de activos empresariales, por séptimo año consecutivo, según ARC Advisory Group, una firma de análisis de investigación para la industria y la infraestructura.

## Segmentos de gestión de servicios
Los segmentos de gestión de servicios relacionados con el software y los servicios de la marca Tivoli Incluía lo siguiente:
- Gestión de la virtualización
- Gestión de almacenamiento
- Gestión de servicios de TI
- Gestión del rendimiento de las aplicaciones
- Gestión de redes
- Automatización de sistemas y cargas de trabajo
- Gestión y seguridad de servidores, Entorno de escritorio y dispositivos móviles
- Gestión de activos empresariales
- Gestión de Instalaciones